# August Wilhelm (Braunschweig-Wolfenbüttel)
August Wilhelm von Braunschweig-Wolfenbüttel (* 8. März 1662 in Wolfenbüttel; † 23. März 1731) war einer der Herzöge zu Braunschweig und Lüneburg und ab 1714 Fürst von Braunschweig-Wolfenbüttel.

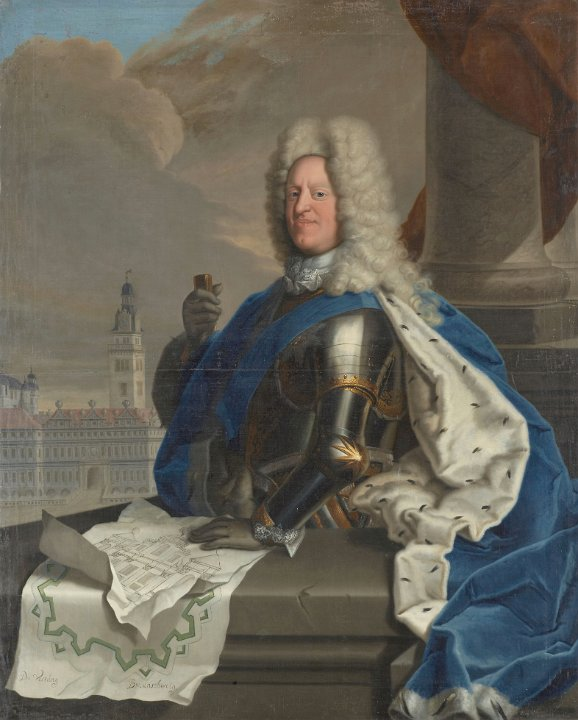
Herzog August Wilhelm von Braunschweig-Wolfenbüttel-Bevern im Harnisch, mit Scherpe und Hermelinmantel; Ölgemälde von Christoph Bernhard Francke, um 1720

## Erbprinz
Seine Eltern waren Herzog Anton Ulrich, Herzog von Braunschweig-Wolfenbüttel (1633–1714) und Elisabeth Juliane von Schleswig-Holstein-Sonderburg-Norburg (1634–1704). Er war ihr dritter Sohn.
Mit 15 Jahren studierte August Wilhelm an der Universität Genf (von Mai 1677 bis Dezember 1678).
Auf seiner Kavalierstour bereiste er die Schweiz, Frankreich und die Niederlande und kehrte darauf nach Wolfenbüttel zurück, wo er in Zurückgezogenheit lebte, da der Vater keine Mitwirkung an der Regierung zuließ.
1681 wurde August Wilhelm von seinem Onkel, dem regierenden Herzog Rudolph August von Braunschweig-Wolfenbüttel adoptiert und somit offiziell zum Erbprinzen gemacht. August Wilhelms ältere Brüder waren gestorben, so dass er in der Erbfolge an die erste Stelle gerückt war. Herzog Johann Adolf von Schleswig-Holstein-Sonderburg-Plön glaubte allerdings als Ehemann der älteren Tochter Rudolph Augusts mehr Anrecht auf eine Erbfolge zu haben.
Herzog Anton Ulrich missfiel der Zusammenhalt zwischen seinem Sohn August Wilhelm und seinem Bruder Rudolph August, was zu ständigen Reibereien zwischen Vater und Sohn führte. Daraufhin ging August Wilhelm vermehrt auf Reisen nach Italien, Frankreich und Schleswig-Holstein, um diesen Auseinandersetzungen zu entgehen. Trotzdem ließ er sich von einem Vertrauten über die Vorgänge am Hof informieren.
Wenn er im Lande war, zog er sich oft nach Langeleben im Elm zurück, wo er 1686 das Jagdhaus als Allodialgut erhalten hatte. Dort ließ er sich in den Jahren von 1689 bis 1707 ein kleines Schloss errichten, vermutlich von Baumeister Hermann Korb.
Trotz aller Auseinandersetzungen mit dem Vater ging August Wilhelm für ihn auf diplomatische Auslandsreisen. So half er ihm unter anderem, seine lukrativen Beziehungen zu Frankreich gegenüber Rudolph August zu vertuschen.
Bei seinem Streit mit Hannover versuchte Preußen, Wolfenbüttel auf seine Seite zu ziehen, indem es dem Erbprinzen Halberstadt anbot.
In Schweden warb August Wilhelm für die Politik Wolfenbüttels und in Dänemark erhielt er 1699 von dem dänischen König Christian V. den Elefanten-Orden.
Wenige Tage vor seinem Tode am 22. März 1714 hatte Herzog Anton Ulrich ein Schreiben verfasst unter der Überschrift „Projekt der väterlichen Ermahnung und Instruction für den Erbprintzen“. August Wilhelms jüngerer Bruder Ludwig Rudolf war verheiratet mit Christine Luise von Oettingen und hatte per Familienvertrag 1690 die Grafschaft Blankenburg erhalten. Das widersprach zwar dem Primogeniturvertrag, aber Anton Ulrich erklärte nun in seiner „väterlichen Ermahnung“, was ihn dazu bewogen hatte. Wohl aus Reue über seine eigenen Zwistigkeiten mit seinen Brüdern wollte er für Ludwig Rudolf einen Ausgleich zu August Wilhelms Besitztümern schaffen, damit kein Neid aufkommen sollte. Er hoffte aber auch, dass sich Ludwig Rudolf daraufhin gegenüber seinem Bruder wohlverhalten werde. August Wilhelm hatte damals diesem Vorgehen zugestimmt, aber in Anton Ulrichs Schreiben wird die Befürchtung deutlich, dass August Wilhelm diesen Vorgang rückgängig machen könnte, was jedoch unwahrscheinlich schien. Denn immerhin hatte Kaiser Joseph I. die Grafschaft im Jahr 1707 zum reichsunmittelbaren Fürstentum erhoben.

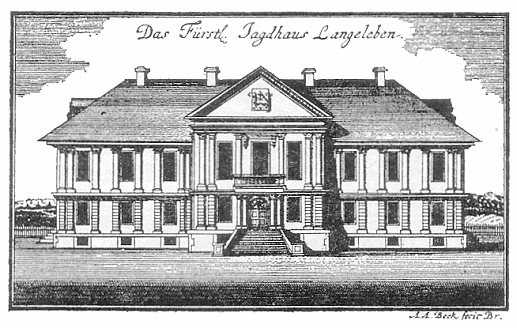
Schloss Langeleben im Elm ab 1689 von Hermann Korb für August Wilhelm erbaut

## Regierender Herzog
1714 starb Herzog Anton Ulrich und August Wilhelm wurde regierender Herzog.
Der erste Geburtstag, den August Wilhelm 1715 in Braunschweig als regierender Herzog feierte, wurde auch in Jena prächtig gefeiert. Zwar bestand zwischen der Stadt und Herzog August Wilhelm keine wirkliche Beziehung. Aber 16 Studenten aus Braunschweig – unter ihnen Adlige – feierten den Ehrentag ihres Landesvaters. Sie arrangierten Reden, an der sich auch die Universität beteiligte, und einen Fackelzug, der den festlich geschmückten Marktplatz zum Ziel hatte. Die Fenster der Gebäude am Marktplatz waren mit Gemälden von Herzog August Wilhelm und seiner Gemahlin Elisabeth Sophie Marie geschmückt. Lobpreisungen und Hoffnungen auf eine fruchtbare Regierung waren ebenfalls auf den Gemälden zu lesen. Die spezielle Hoffnung auf Fruchtbarkeit sollte sich nicht erfüllen. Das Herzogspaar blieb kinderlos.

Er vollendete die geplanten und von seinem Vater begonnenen Bauten im Fürstentum. 

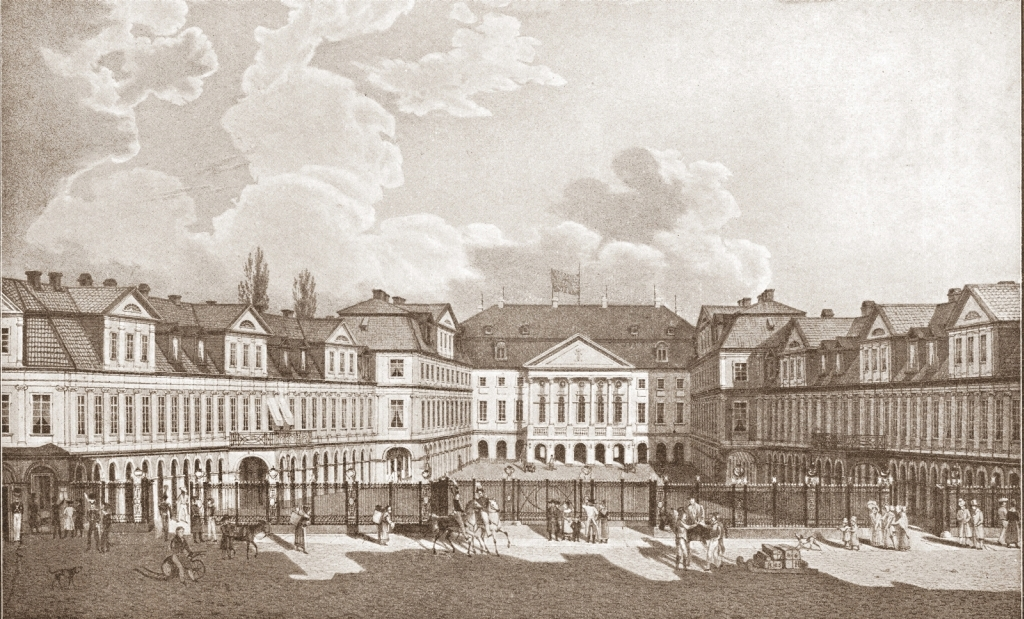
Braunschweiger Schloss vor 1830

Der Baumeister und Baudirektor Hermann Korb wurde damit vom Herzog beauftragt. In Wolfenbüttel ließ er das Schloss und den Schlossplatz weiter ausbauen. Ab 1717 wurde in Braunschweig der Graue Hof zu einem repräsentativen Schloss umgebaut. Zu August Wilhelms Lebzeiten blieb aber das Schloss in Wolfenbüttel die Residenz. Die Prachtentfaltung seines Hofes wurde durch die Sammlung teurer Möbel- und Silberankäufe unterstrichen.
Von 1725 bis 1730 wurde in seinem Auftrag das Jagdschloss Walkenried erbaut.
1727 gründete er die Wilhelmshütte, eine Eisenhütte in Bornum am Harz bei Bockenem.

### Religion
August Wilhelms Motto „Parta tueri“ – Erworbenes erhalten – galt wohl vor allem der Erhaltung des evangelischen Bekenntnisses. Um die Irritationen zu beseitigen, die sein Vater mit seinem Wechsel zum katholischen Glauben verursacht hatte, ordnete August Wilhelm nach seinem Regierungsantritt umgehend an, dass alle Prediger des Landes über die Augsburgische Konfession zu predigen hätten. Jeden Mittwoch sollten sie also die Grundlagen des traditionellen Luthertums erklären. Als das abgearbeitet war, ging es weiter mit der Rechtfertigung dieser Lehre, danach mit den übrigen Bekenntnisschriften der Braunschweigischen Kirche. Die Reformationsjubiläumsfeste wurden mit großem Aufwand gefeiert, und mit einer umfangreichen Verfügung im Jahr 1725 fand eine Neuordnung des Katechismusunterrichts und der Katechismuspredigten statt.
Schon kurze Zeit nach seinem Regierungsantritt provozierte er die Katholiken mit dem Kauf von Grundstücken in der Nachbarschaft der katholischen Nicolaikirche in Braunschweig. Er ließ dort Husarenkasernen errichten, um die Sicht auf die Kirche einzuschränken.

### Ritterakademie
Die Ritterakademie, die Herzog Anton Ulrich einst in Wolfenbüttel eingerichtet hatte, an der jungen Adligen eine akademische Ausbildung vermittelt wurde, ließ August Wilhelm bald schließen. Die hohen Unterhaltskosten der Universität Helmstedt und die ebenfalls hohen Kosten einer aufwändigen Hofhaltung ließen es nicht zu, diese Bildungsstätte weiter zu erhalten. Die Adligen, die an dieser Ritterakademie studieren sollten, hatten es nicht wirklich nötig, sich einer Ausbildung für ihre zukünftigen Aufgaben zu widmen. Ihre Zukunft war durch Geburt vorherbestimmt, und so beschränkte sich das Interesse mehr darauf, das Leben an einem angesehenen herzoglichen Hof kennenzulernen. Mit den Jahren war aber der Reiz des Neuen vorbei und es kamen immer weniger Akademisten, so dass die Erhaltungskosten in keinem Verhältnis zu den Einnahmen standen.

### Medizin
August Wilhelm veranlasste die Abfassung einer Medizinalordnung, um die Kurpfuscherei wirksam zu bekämpfen. Diese Verordnung trat am 21. Februar 1721 in Kraft und regelte die Ausbildung und Zulassung der medizinisch tätigen Personen, die Abgrenzung der jeweiligen Zuständigkeiten und die Bezahlung. So war es nun zum Beispiel untersagt, Aderlässe ohne die Anwesenheit eines Medikus durchzuführen. Die Schweigepflicht und das Schweigerecht betraf nur den Medikus, aber nicht den Chirurgen. Die Chirurgen hatten vielmehr die Pflicht, nach der Erstversorgung von „gefährlich-Verwundeten“ bei der Obrigkeit Anzeige zu erstatten.

### Politik und Wirtschaft
Von seinem Vater übernahm August Wilhelm Philipp Ludwig Probst von Wendhausen (1633–1718) als Kanzler, der die Regierung mit starker Hand führte. Nach dessen Tod im November 1718 folgte am nächsten Tag Urban Dietrich von Lüdecke, der aber seinen Vorgänger nicht zu ersetzen vermochte.
Einer der Versuche, Handel und Gewerbe zu fördern, wie ihm sein Vater Anton Ulrich in dessen letzten „Instruktionen“ aufgegeben hatte, war der Tabakhandel. In einem Edikt vom 17. Dezember 1716 wurde verfügt, dass fremder Tabak, bis auf den ausländischen Virginiatabak, nicht mehr eingeführt werden durfte. Es sollte nur noch einheimischer Tabak in den Handel kommen, der in der Tabakfabrik am Braunschweiger Kohlmarkt verarbeitet wurde. Selbst Reisende durften nur so viel Tabak bei sich haben, wie sie zum eigenen Gebrauch benötigten. Für weiteren Bedarf hatten sie braunschweigische Erzeugnisse zu erwerben. Wohl nicht zuletzt wegen der minderen Qualität des einheimischen Tabaks hielt sich der wirtschaftliche Erfolg des Tabakhandels in Braunschweig in Grenzen.
In die Regierungszeit August Wilhelms fiel die Zeit der strafferen Reglementierung der Ämter – Ökonomie und Justiz wurden deutlich getrennt. Kammerpräsident Hieronymus von Münchhausen (1680–1742) verstärkte die Eintreibung von Altschulden, Pachteinnahmen und Steuern. Eine besondere Rolle spielte dabei die Biersteuer. Sie betraf nicht nur die großen Brauereien, sondern auch die vielen Personen auf dem Land mit der Erlaubnis zum Brauen – zum Eigenbedarf oder Ausschank.
Viel Einfluss hatte des Herzogs Günstling Konrad Detlev von Dehn, der vor 1703 als Page an den Wolfenbütteler Hof kam und nach dem Regierungsantritt August Wilhelms 1714 Kammerjunker wurde. 1720 übertrug ihm August Wilhelm die Kontrasignatur. Das bedeutete, dass er nun das eigentlich dem Fürsten vorbehaltene Recht hatte, Verordnungen des Geheimen Rates und der Kammer gegenzuzeichnen und sie damit rechtskräftig zu machen. Als Stellvertreter des Herzogs ging Dehn auch auf Reisen an andere europäische Fürstenhöfe, wo er aber nicht nur als Diplomat auftrat, sondern auch das höfische Zeremoniell, Sitten, Mode und Baukunst studierte. Er schickte darüber ausführliche Berichte nach Wolfenbüttel und war somit ein nützlicher Gesprächspartner für August Wilhelm, den alles interessierte, was seinen herzoglichen Hof in seiner Repräsentation vervollkommnen konnte.
Als es zwischen Preußen und Hannover zu Streitigkeiten kam, war es vor allem August Wilhelms Verdienst, dass diese Streitigkeiten nicht zu kriegerischen Auseinandersetzungen führten. Friedrich Wilhelm I. hatte seine Werber losgeschickt, um hochgewachsene Männer für die Garde der „langen Kerls“ zu finden. Diese Werber gingen dabei nicht zimperlich vor, sie durchstreiften sogar fremdes Gebiet und lockten die Männer mit Versprechungen über die Grenze. Sie machten noch nicht einmal vor den Soldaten der Nachbarländer Halt. Georg II. erließ daraufhin ein Edikt, dass diese Werber aufgegriffen werden sollten, damit man sie hart bestrafen könne. Die Angelegenheit eskalierte, es wurden Truppen zusammengezogen, die bis Magdeburg und Halberstadt vorrückten. Durch die Braunschweiger Vermittlung jedoch kam es nicht zum Äußersten. Auch der Zweikampf der beiden Kontrahenten konnte verhindert werden.
Als Kammerpräsident Münchhausen strenge Ordnung einführte und wiederholt auf Einschränkungen drang, denunzierte ihn Dehn beim Herzog, indem er sich Briefe verschaffte, in denen Münchhausen über des Herzogs Prunksucht und Verschwendung klagte. Eine Untersuchungsbehörde unter Dehns Vorsitz und ein Spruch der von Dehn abhängigen Universität Helmstedt, deren Referent Augustin von Leyser Münchhausens persönlicher Feind war, verurteilten ihn zum Abschied ohne Pension. Des Herzogs jüngerer Bruder Ludwig Rudolf erwirkte beim Reichshofrat, dass Münchhausen weder den unehrenvollen Abschied noch den fiskalischen Prozess verdient habe.
Am 21. Februar 1731 wurde Dehn aus allen Ämtern entlassen. Er hatte mit dem Kammerrat von Rhetz und dem Verwalter des Waisenhauses Lutterloh betrügerische Finanzmanipulationen unternommen und musste gehen. Er fiel nicht gerade in Ungnade bei Herzog August Wilhelm, denn dieser sicherte ihm eine jährliche Pension von 1000 Talern zu. Seine Güter durfte er auch alle behalten. Allerdings starb August Wilhelm wenige Wochen nach Dehns Entlassung und der neue regierende Herzog Ludwig Rudolf verweigerte Dehn die Weiterzahlung der Pensionsgelder wegen der schlechten finanziellen Lage des Herzogtums.

## Der Privatmann August Wilhelm

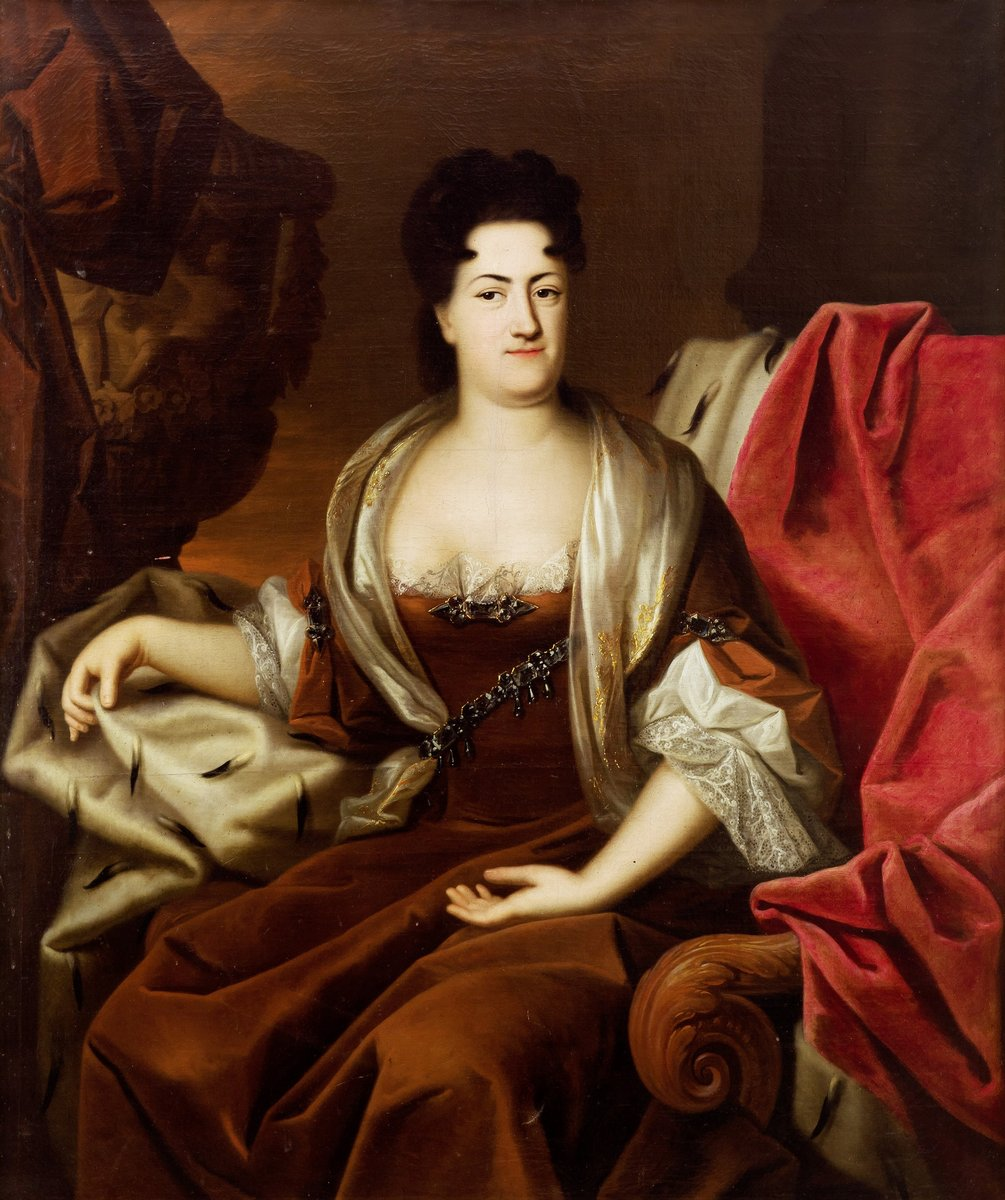
Herzogin Elisabeth Sophie Marie,
Gemälde von Christoph Bernhard Francke, vor 1729

August Wilhelm war dreimal verheiratet, begehrte aber Männer und rühmte sich, die Kunst des gleichgeschlechtlichen Verkehrs in Venedig gelernt zu haben. Er verliebte sich etwa vergebens in den Raugrafen zur Pfalz, Karl Ludwig, Halbbruder der „Liselotte von der Pfalz“, welchem August Wilhelm auch einmal das Leben retten musste, als dieser den jungen Prinzen von Eisenach zu „forcieren“ [bedrängen] versucht hatte. Liselotte beschrieb August Wilhelm 1700 als „ein heßlich schätzgen“, der „erschrecklich desbauchiert“ [ausschweifend, hemmungslos] sei, und war sicher, dass Leute mit seinem Laster „niemals korrigiert“ werden könnten.
August Wilhelm heiratete 1681 die acht Jahre ältere Christine Sophie von Braunschweig-Wolfenbüttel (1654–1695), Tochter seines Onkels Rudolf August. Nach deren Tod 1695 heiratete er noch im selben Jahr Sophie Amalie von Schleswig-Holstein-Gottorf (1670–1710). Liselotte schrieb nach deren Tod in einem Brief mokant: „[...] aber von dem humor [Veranlagung], wie der erbprintz ist, wirdt er sich baldt mit seinen pagen trösten“. August Wilhelms engster Vertrauter Dehn, dem einige Attraktivität nachgesagt wurde, hatte angeblich entsprechende Wirkung auf August Wilhelm. Dehn war auch kein Verächter weiblicher Reize; er verführte eine der Nonnen des Klosters St. Crucis.
Als diese Dehn mit Wünschen und Forderungen verfolgte, ließ er sie nach Bremen ins Stephaniekloster bringen, das als Zuchthaus genutzt wurde.
Ein halbes Jahr später nahm August Wilhelm im September 1710 seine Cousine mütterlicherseits und ehemaliges Patenkind Elisabeth Sophie Marie von Schleswig-Holstein-Norburg zur Frau, weil man am Wolfenbüttler Hof die Hoffnung auf einen Erben für den Erbprinz noch nicht aufgegeben hatte. Schließlich hatte Elisabeth Sophie Marie schon einmal ein Kind geboren. Aber auch diese dritte Ehe blieb kinderlos.

## Tod
Man bereitete dem Herzog, als er 1731 starb, ein prunkvolles und prächtiges Begräbnis, das seinem Regierungsstil und seiner Hofhaltung entsprach. Die meisten Bürger des Herzogtums litten nach und während seiner Herrschaft unter den horrenden Schulden des Staates; sie mussten die immer wieder erhöhten Steuern aufbringen, was nicht konnten. Sein Bruder Ludwig Rudolf übernahm nach Augusts Tod die Regentschaft und führte das Herzogtum zurück zur finanziellen Stabilität, wie sie einst unter dem Vater der beiden Brüder geherrscht hatte. Münchhausen wurde zum Premierminister ernannt und Dehn musste das Land verlassen.